# Angel Eyes (鶴久政治の曲)
『Angel Eyes』（エンジェル・アイズ）は、鶴久政治3枚目のシングル。MASAHARU名義。1989年10月4日にポニーキャニオンよりリリース。

## 収録曲
1. Angel Eyes
（作詞：麻生圭子　作曲：鶴久政治　編曲：西平彰）
2. Something Wild
（作詞：川村真澄　作曲：鶴久政治　編曲：西平彰）